# كلب الشفق
كلب الشفق (الاسم العلمي: †Lycophocyon) هو جنس منقرض من كلبيات الشكل اللاحمة من الإيوسين الأوسط (مرحلة الدوشيني المبكرة وربما أواخر مرحلة اليونتان من أحيان الثدييات الأرضية الأميركية الشمالية) من مقاطعة سان دييغو في كاليفورنيا.